# Snitz Edwards
Snitz Edwards (ur. 1 stycznia 1862, zm. 1 maja 1937) – amerykański aktor sceniczny i filmowy pochodzenia żydowskiego.

## Życiorys
Urodził się jako Edward Neumann w rodzinie żydowskiej w Budapeszcie (ówczesne Austro-Węgry). W młodym wieku wyemigrował do Stanów Zjednoczonych, gdzie odniósł sukces na deskach broadwayowskich teatrów. Występował też w wielu filmach kinowych.

## Filmografia wybrana[1]
- 1920: Znak Zorro (The Mark of Zorro)
- 1924: Złodziej z Bagdadu (The Thief of Bagdad)
- 1925: Szczęśliwa siódemka (Seven Chances)
- 1925: Upiór w operze (The Phantom Of The Opera)
- 1926: Buster Bokserem (Battling Butler)
- 1927: Czerwony młyn (The Red Mill)
- 1927: Sportowiec z miłości (College)
- 1929: Małżeństwo na złość (Spite Marriage)
- 1929: Tajemnicza wyspa (The Mysterious Island)
- 1931: Wróg publiczny nr 1 (Public Enemy)